# De gulden harpoen
De gulden harpoen is het tweehonderdzestiende stripverhaal in de reeks van Suske en Wiske. Het scenario is van Paul Geerts en de tekeningen zijn van Marc Verhaegen. 
Het is gepubliceerd in De Standaard en Het Nieuwsblad van 19 september 1992 tot en met 11 januari 1993. De eerste albumuitgave in de Vierkleurenreeks was in mei 1993, met albumnummer 236.

## Locaties
- België, Nederland, Boxtel, bouwvallige hoeve, Enkhuizen, het IJsselmeer, het Zuiderzeemuseum, kalkovens

## Personages
- Suske, Wiske, tante Sidonia, Lambik, Jerom, professor Barabas, postbode, Els Feenstra, schilder, kinderen, medewerkers museum, meneer Weeda (museumdirecteur), Jan Huygen van Linschoten, de drie gebroeders Jan Huygen (achterachterachterkleinkinderen van Jan Huygen), Jonas (de profeet van Zebulon), Fifike (potvis)

## Uitvindingen
- draagbare teletijdmachine

## Het verhaal
De vrienden krijgen uitnodigingen van Els Feenstra voor de Suske en Wiske-fanclubdag in Boxtel. Er zijn heel veel kinderen aanwezig. Als Wiske een huilend jongetje ziet, loopt ze met hem naar buiten. Dan wordt ze door twee mannen in een bestelbusje getrokken. Als Suske haar gaat zoeken, krijgt hij het nummerbord van een jongetje en hij waarschuwt de anderen. Els waarschuwt de politie en hoort dat het bestelbusje uit Enkhuizen komt waarop de vrienden er meteen naartoe gaan. Ze vinden het busje waarin Lambik ziet dat er harpoenen in verstopt zijn. Er ligt een briefje van Wiske in het busje, ze schrijft dat ze naar het Zuiderzeemuseum wordt vervoerd. De directeur biedt aan het museum enkele dagen te sluiten en de vrienden gaan op zoek naar Wiske; ze worden nat door de regen en kleden zich in klederdracht in een huisje. Tante Sidonia neemt de alkoof en de mannen slapen op zolder. 's Nachts hoort Suske de stem van Wiske en hij gaat naar de kalkovens, maar hij komt in problemen door het slechte weer. Tante Sidonia, Lambik en Jerom vinden Suske vastgebonden aan een paal, hij heeft zichzelf vastgebonden om niet weg te waaien en zegt dat hij Wiske heeft gezien. Dan verschijnt Wiske inderdaad met een man op het water. Ze horen dat hij Jan Huygen van Linschoten is, de eerste Nederlander die in 1594 een walvis ving tijdens zijn ontdekkingsreis naar een noordelijke vaarweg naar Indië. Jan wil Wiske ruilen voor zijn gulden harpoen, die eeuwen geleden werd opgeslokt door een reuzenpotvis. Dan verdwijnen Wiske en Jan en de vrienden gaan naar het huisje terug, ze vinden een briefje dat met een mes op de tafel is vastgepind. De profeet van Zebulon zal de gulden harpoen nooit teruggeven. Op weg naar professor Barabas ziet Lambik het bestelbusje opnieuw. Ook ontmoeten ze drie nazaten van Jan Huygen, die allen diens naam dragen. Ze worden bedwelmd door gas en vastgebonden aan bomen. Als ze wakker worden, nemen fans foto’s van de vrienden. Ze komen toch bij professor Barabas, die vertelt dat de profeet van Zebulon Jonas is.
Jona, de zoon van Amitthai uit Gath-chefer, moest de bevolking van Ninive waarschuwen voor hun gedrag. Hij kwam op weg naar Tarsis door een storm in problemen en zeelieden gooiden hem overboord. Na drie dagen en nachten werd hij door een walvis uitgespuwd en kon naar Ninivé verder reizen, de bevolking werd gered. De vrienden krijgen de draagbare teletijdmachine mee en gaan terug naar het Zuiderzeemuseum. Ze zien een potvis in het IJsselmeer en een boot met Jan Huygen maakt jacht op het dier. Dan hoort Suske de stem van Wiske en valt flauw. Ze gaan met een boot naar 1594 en Jonas vindt Lambik bij de kalkoven, hij neemt hem mee naar het binnenste van de walvis. Fifike werd door de gulden harpoen geraakt, maar Jona kon de harpoen verwijderen en de wond genas. Jona wil de harpoen nooit teruggeven aan Jan Huygen, Jahwe wil dat hij op alle walvissen past. Lambik wordt in slaap gebracht door Jona en zal met walvis en al naar een andere tijd reizen. De Jannen blijken ook aan boord van het schip te zijn. Ze bedreigen Wiske, maar Jerom kan de mannen verslaan en redt tante Sidonia van een haai. De achterachterachterkleinzonen van Jan Huygen ontmoeten hun voorvader opnieuw en Suske wordt vastgebonden aan de mast bij Wiske. Dan verbrijzelt de potvis de schuit en de Jannen komen in zee terecht. Tante Sidonia en Jerom worden dook oor de potvis ingeslikt en zien Lambik en Jona. De potvis wordt door een harpoen geraakt en Lambik gooit deze naar de boot, hij snijdt daarmee het touw om de mast kapot. Dan wordt de walvis door kanonskogels beschoten, Jerom gooit een kogel terug en de mast breekt. Jan Huygen komt onder de mast terecht. Suske probeert hem te helpen, maar de Jannen willen hem liever laten sterven; zij zullen dan de rechtmatige eigenaar van de gulden harpoen worden. Wiske zet een blok hout onder de mast, waarna ze door de Jannen worden aangevallen. Lambik laat zich met de gulden harpoen naar de boot werpen. Hij komt tegen Suske aan, die per ongeluk in het buskruit schiet waarna de boot ontploft. Iedereen overleeft dit en ze worden door de potvis opgepikt uit zee. 
Jan heeft nu spijt van zijn gedrag en de gulden harpoen zal aan Artsen zonder grenzen geschonken worden. Jerom duikt de draagbare teletijdmachine op en ze zetten de vier Jannen af op het land, de drie nazaten zullen pas naar hun eigen tijd worden teruggehaald als ze hun leven hebben gebeterd. De vrienden gaan hierna met Jona en de walvis terug naar hun eigen tijd.

## Achtergronden
- Er zijn enige overeenkomsten met onder meer Het bevroren vuur.
- De draagbare teletijdmachine wordt ook gebruikt in Lambik Baba.